# Anne-Marie Trinquier
Anne-Marie Trinquier (* 3. Juli 1901 in Arles; † 3. April 1996 in Paris) war eine französische Politikerin. Sie war von 1946 bis 1948 Mitglied des Conseil de la République, dem heutigen Senat.
Trinquier war bereits Generalrätin des Départements Bouches-du-Rhône, als sie sich im Jahr 1946 für den Conseil de la République zur Wahl stellte. Sie trat als Spitzenkandidatin im Département Bouches-du-Rhône für das Mouvement républicain populaire an und konnte in den Conseil einziehen. Dort war sie für wirtschaftliche Fragen, Bildung und die französischen Überseegebiete zuständig. 1948 trat Trinquier zwar wieder an der Spitze der Liste an, konnte aber dennoch nicht gewählt werden. Sie zog sich daraufhin aus der Politik zurück und starb 1996 in Paris.